# 102nd Infantry Division (Vereinigte Staaten)
Die 102nd Infantry Division (deutsch 102. US-Infanteriedivision) war ein Großverband der US-Army im Zweiten Weltkrieg. Sie besteht bis heute indirekt als 102nd Training Division (Maneuver Support) fort.

## Geschichte

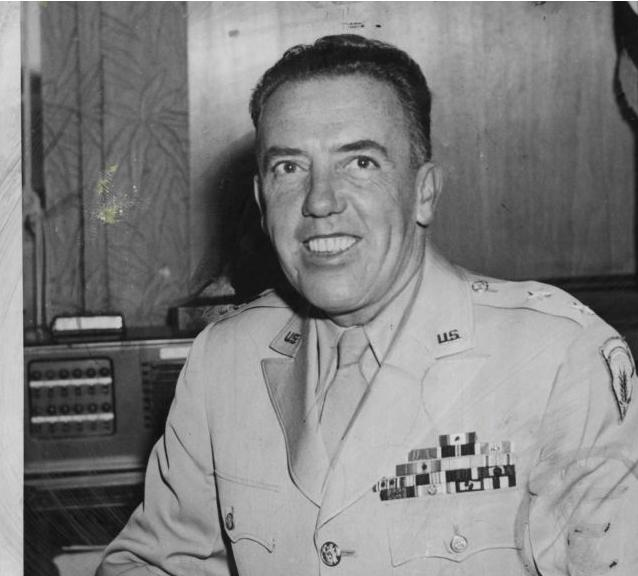
Divisionskommandeur General Frank A. Keating

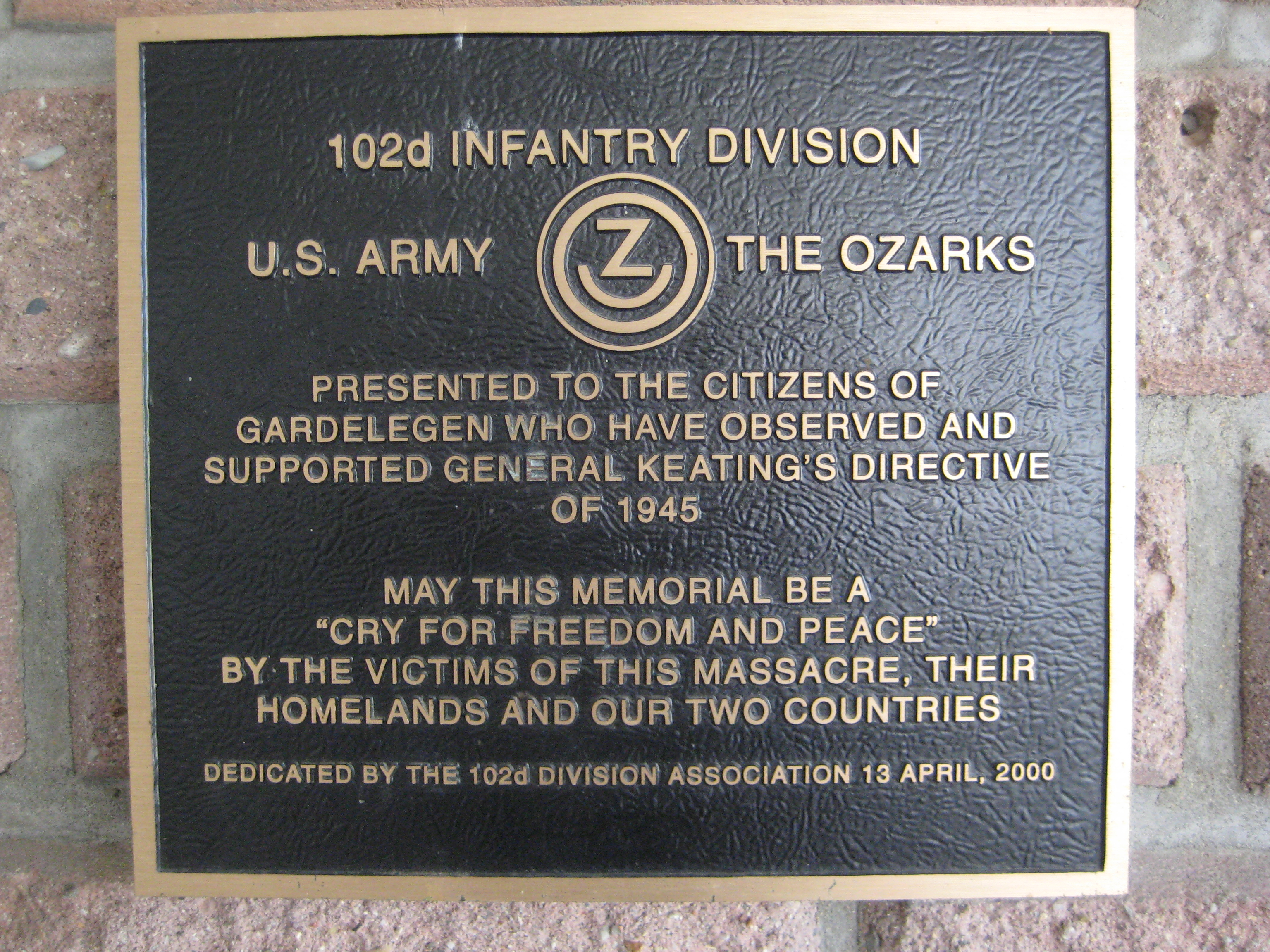
Gedenktafel der Division an der heutigen Gedenkstätte Feldscheune Isenschnibbe Gardelegen.

Die 102nd Infantry Division wurde am 15. September 1942 in Camp Maxey, Texas aufgestellt. Nachdem die Soldaten der Division ihre Truppenausbildung absolviert hatten. Am 20. Januar 1944 hatte General Frank A. Keating das Kommando der Division übernommen, die am 23. September bei Cherbourg in Frankreich landete. Ab Ende Oktober kämpften die Soldaten als Teil des III. Corps an der Westfront; die Einsatzgebiete Lagen u. a. an der Wurm, Waurichen und Linnich. Nach dem Ende der Ardennenoffensive ging man dann im Frühjahr 1945 offensiv gegen die Wehrmacht vor. Als die 9. US-Armee am 23. Februar 1945 die Operation Grenade eröffnete, war die 102. Division Teil des XIII. Corps (Generalleutnant Alvan Gillem). Am 25. Februar wurde Lövenich befreit, am 26. Februar folgte Erkelenz und das dortige Umland. Bis zum 1. März wurde auch die stark zerstörte Großstadt Mönchengladbach vollständig erobert. Am 2. März marschierten die Amerikaner dann in Krefeld ein, die Krefeld-Uerdinger Brücke konnte durch die Zerstörung durch die Wehrmacht jedoch nicht erobert werden. Trotzdem konnte der Rhein am 9. April über eine Pontonbrücke bei Düsseldorf überschritten werden. Danach ging es für die Soldaten weiter in den Norden, im Wesergebirge trafen sie noch einmal auf heftigen Widerstand. Am 12. April wurde Hessisch Oldendorf besetzt, danach ging es weiter in Richtung Elbe. Bereits im Osten Deutschlands wurden Mieste, Breitenfeld und Gardelegen am 14. April eingenommen.
Nur wenig später, am 15. April, entdeckten einige Soldaten der Kompanie F, 2. Bataillon des 405. Regiment der Division die Isenschnibber Feldscheune bei Gardelegen. Dort hatten noch wenige Stunden zuvor Mitglieder der SS, der Waffen-SS, Soldaten verschiedener Truppenteile der Wehrmacht, Polizisten und Mitglieder von Volkssturm und Hitlerjugend über 1000 Häftlinge ermordet, die das Wachpersonal auf Todesmärschen aus den KZ Mittelbau-Dora und Hannover-Stöcken vor den nahenden alliierten Truppen dorthin getrieben hatte. Die US-Soldaten ordneten nach ihrer Entdeckung des Tatorts dieses nationalsozialistischen Endphaseverbrechens und ihrem Fund der Leichen eine würdige Bestattung durch die Bevölkerung der nahen Stadt Gardelegen auf einem neu anzulegenden militärischen Ehrenfriedhof an. Zudem dokumentierten sie die Spuren des Verbrechens mit Foto- und Filmaufnahmen. Einige der dabei gedrehten Filmsequenzen sind im Dokumentarfilm Die Todesmühlen zu sehen. Auch an der Einweihung des neuen Ehrenfriedhofes am 25. April 1945 musste die lokale Bevölkerung auf Befehl der US-Militärverwaltung teilnehmen. Der Tatort des Massakers und der Ehrenfriedhof für die Ermordeten, den die Stadt Gardelegen seitdem in kommunaler Eigentümerschaft pflegt, werden bis heute als eine Kriegsgräber- und Gedenkstätte in Trägerschaft des Landes Sachsen-Anhalt erhalten.
Die Division konnte mit dem Erreichen der Elbe u. a. Storkau am 16. April und am 21. April Fallersleben einnehmen. Auch das westliche Elbufer bei Tangermünde wurde erreicht. Über die bereits zerstörte, aber noch notdürftig passierbare, Elbbrücke rückten tausende Zivilisten und Soldaten der Armee Wenck sowie der 9. Armee auf die andere Flussseite herüber, um nicht in sowjetische Gefangenschaft zu gehen. Insgesamt betrug die Zahl der Gefangenen bei Tangermünde 118.000 Mann, darunter auch 18 Generäle. Zu den Einheiten, die sich dort dann der 102nd Infantry Division ergaben gehörte u. a. die 32. SS-Freiwilligen-Grenadier-Division „30. Januar“. Auch der spätere deutsche Außenminister Hans-Dietrich Genscher geriet bei Tangermünde in amerikanische Gefangenschaft. Die Soldaten der Division waren ebenfalls in Gotha als Besatzungstruppen eingesetzt. Am 3. Mai traf man westlich von Berlin mit Soldaten der 156. Schützen-Division der Roten Armee aufeinander. Die eroberten Gebiete im Osten Deutschlands wurden schon wenig später an die sowjetische Militärverwaltung übergeben. Bis zum Kriegsende am 8. Mai waren 932 Soldaten der Division gefallen, 3668 waren verwundet worden. In den Jahren 1945 und 1946 war die 102nd Infantry Division als Besatzungstruppe in der Amerikanischen Besatzungszone, u. a. in Bayreuth, stationiert. Die Auflösung erfolgte im März 1946 in den Vereinigten Staaten.
1947 erfolgte eine Neuaufstellung der Division. Sie ist heute noch als 102nd Training Division (Maneuver Support) aktiv, ist aber keine Kampftruppe, sondern eine Unterstützungseinheit mit Militärpolizei- und Pioniereinheiten.